# Aristolochia zollingeriana
Aristolochia zollingeriana är en piprankeväxtart som beskrevs av Friedrich Anton Wilhelm Miquel. Aristolochia zollingeriana ingår i släktet piprankor, och familjen piprankeväxter. Inga underarter finns listade i Catalogue of Life.